# Covers (biceのアルバム)
Covers （カヴァーズ）は、日本のシンガーソングライター、bice (ビーチェ、1972年4月11日 - 2010年7月26日) 唯一のカバー・アルバムである。ミニ・アルバムとしては2枚目。2000年6月28日に日本のインディーズ・レコード会社、アンダーフラワーのプッシュバイク・レーベルより発売（UFPB-023）。メジャー・レーベルからのシングル、『ツイオク』と同時リリースされた。

## 概要
有名曲から比較的マニアックな曲まで、全曲洋楽のアコースティックなカバーで構成されている。選曲においては、思い入れの深い楽曲ではどうしても原曲の歌い方に似てしまう可能性があったため、また、ルーツに偏りすぎるのを防ぐべく、4曲目のコーギスの曲以外はあえてレーベル・プロデューサーの田中謙次に任せている。
アルバムのプロデューサーについては記載がなく、曲ごとにbice自身を含む共同プロデューサーを立てる形式を採っている。ジャケットおよび広告写真の撮影はホンマタカシ。「How deep is your love」のみ、デビュー・ミニ・アルバム『Spotty Syrup』（1998年）からの再収録。
後に「Xanadu」が、日本人アーティストによる洋楽・邦楽の名曲カバーを集めたオムニバス盤、『ようこそ夢街名曲堂へ!』（2003年）に収録された。また2006年には「Cruel to be kind」がNHKのフレッシャーズ・キャンペーン（出演：徳澤直子）に使用された。
2011年11月から「How deep is your love」 と 「Cruel to be kind」の2曲が、NHKのミニ番組「環境プレマップ」（NHK環境キャンペーン2011）で使用されている。

## 収録曲
1. Cruel to be kind
  - 作詞・作曲: ニック・ロウ & イアン・ゴム、編曲: bice & Spring Rain Soundtrack

プロデュース： 田中謙次 & bice
ニック・ロウの代表曲。邦題は「恋するふたり」
2. How deep is your love　
  - 作詞・作曲：バリー、ロビン & モーリス・ギブ、編曲: 田中謙次 & bice

プロデュース： 田中謙次 & bice
ビージーズの1977年のヒット曲。邦題：「愛はきらめきの中に」。
3. Bad to me
  - 作詞: イアン・ベアンソン、作曲: デヴィッド・ペイトン、編曲: bice & Spring Rain Soundtrack

プロデュース： 田中謙次 & bice
70年代英国のバンド、パイロットのアルバム『Second Flight』収録曲。
4. Everybody's got to learn Sometime
  - 作詞・作曲: ジェームス・ウォーレン、編曲: bice

イギリスのポップ・ユニット、コーギス（The Korgis）の2枚目のアルバム、『Dumb Waiters』からの先行シングル。邦題は「永遠の想い」。
演奏、録音、ミキシング、プロデュース、全てbice本人による自宅録音。ジャケットには「Everybodys got to learn」と間違って表記されている。
5. One on one
  - 作詞・作曲: ダリル・ホール、編曲: bice & たかいやすお

プロデュース： bice & たかいやすお
ダリル・ホール&ジョン・オーツの1983年のヒット。
6. Xanadu
  - 作詞・作曲：ジェフ・リン、編曲：bice & Spring Rain Soundtrack

プロデュース： 田中謙次 & bice
ELO & オリビア・ニュートン＝ジョンによる1980年の映画、「ザナドゥ」の主題歌。

## 参加ミュージシャン
- bice - ピアノ、タンバリン、フルート、コーラス
- あらきゆうこ - パーカッション
- 植村（北山）ゆう子 - ドラムス
- 奥田健介 - ギター
- 小松シゲル - ドラムス
- 田中謙次 - ベース
- たかいやすお　- ナイロン・ギター
- 大槻健彦 - ギター

## エンジニア、その他スタッフ
- 近藤祥昭 - 録音、ミキシング
- Tamura Motomori - 録音
- bice - 録音、ミキシング（4曲目のみ）、スタイリング
- ホンマタカシ - 撮影
- 田中謙次（scuba-dive graphics） - アート・ワーク
- 田中美樹 - スタイリング